# Protection civile au Maroc
La Protection Civile, est le service public, assurant la protection civile au Maroc. Elle est chargée de mettre en œuvre et de coordonner les mesures de protection et de secours.
Structurée en une direction générale au sein du ministère de l’Intérieur, cette institution porte secours à la population lors d’événements majeurs naturels ou technologiques ou encore d’accidents de la vie courante, à l’aide de moyens humains et matériels spécialisés.

## Missions de la protection civile
Son champ d'intervention est beaucoup plus large et complexe et couvre plusieurs risques aussi bien générés par les forces de la nature (séismes, inondations, tsunamis, invasions acridiennes, glissement de terrain…), que par les activités humaines (Incendies, fuites de gaz toxiques, accidents impliquant le transport de matières dangereuses, accidents de transport  terrestre, ferroviaire, aérien ou maritime, pollution, ruptures de barrages, etc..).